# Канави
Кана́ви — село в Україні, у Кобеляцькій міській громаді Полтавського району Полтавської області. Населення становить 608 осіб.

## Географія
Село Канави знаходиться на правому березі річки Оріль, вище за течією на відстані 1 км розташоване село Маячка, нижче за течією на відстані 1 км розташоване село Андріївка (Дніпровський район). Селом протікає пересихає струмок з загатами, уздовж якого село витягнуто на 6 км.

## Історія
12 червня 2020 року, відповідно до розпорядження Кабінету Міністрів України № 721-р «Про визначення адміністративних центрів та затвердження територій територіальних громад Полтавської області», село увійшло до складу Кобеляцької міської громади.
19 липня 2020 року, в результаті адміністративно - територіальної реформи та ліквідації Кобеляцького району, село увійшло до складу новоутвореного Полтавського району Полтавської області.

## Населення

### Мова
Розподіл населення за рідною мовою за даними перепису 2001 року:
| Мова       | Кількість | Відсоток |
| ---------- | --------- | -------- |
| українська | 585       | 96.22%   |
| російська  | 22        | 3.62%    |
| білоруська | 1         | 0.16%    |
| Усього     | 608       | 100%     |

## Економіка
- ТОВ «АФ Оріль».
- ПП «Добробут».

## Об'єкти соціальної сфери
- Будинок культури.

## Відомі люди

### Народились
- Булига Андрій Євстахійович — радянський діяч органів державної безпеки, генерал-майор. Депутат Верховної Ради УРСР 2-го скликання.